# Collegio elettorale di Albino (Senato della Repubblica)
Il collegio di Albino fu un collegio elettorale uninominale della Repubblica Italiana per l'elezione del Senato della Repubblica. Apparteneva alla Circoscrizione Lombardia e fu utilizzato per eleggere un senatore nella XII, XIII e XIV legislatura.
Venne istituito nel 1993 con la cosiddetta Legge Mattarella (Legge n. 276, Norme per l'elezione del Senato della Repubblica), attuata in seguito al referendum abrogativo del 1993. La legge istituì per la Camera dei deputati e per il Senato della Repubblica un sistema di elezione misto, in parte maggioritario e in parte proporzionale. Il 75% dei parlamentari dell'assemblea veniva eletto in collegi uninominali tramite sistema maggioritario a turno unico; il restante 25% al Senato veniva eletto tramite recupero proporzionale dei più votati non eletti attraverso un meccanismo di calcolo denominato "scorporo", cioè sottraendo dal conteggio dei voti totali di una lista nella parte proporzionale i voti ottenuti dai candidati collegati alla medesima lista che erano eletti nei collegi uninominali con il sistema maggioritario.
Il collegio venne abolito insieme a tutti gli altri che costituivano il Senato con la promulgazione della legge elettorale successiva, la cosiddetta Legge Calderoli. Questa prevedeva un sistema proporzionale con premio di maggioranza, che al Senato veniva attribuito a livello regionale.

## Territorio
Il collegio di Albino era uno dei 35 collegi uninominali in cui era suddivisa la Lombardia e, come previsto dal D.Lgs. del 20 dicembre 1993 n. 535, era interamente compreso nella provincia di Bergamo e comprendeva i seguenti comuni: Adrara San Martino, Adrara San Rocco, Albano Sant'Alessandro, Albino, Algua, Alzano Lombardo, Ardesio, Averara, Aviatico, Azzone, Berzo San Fermo, Bianzano, Borgo di Terzo, Bossico, Bracca, Branzi, Camerata Cornello, Carona, Casazza, Casnigo, Cassiglio, Castelli Calepio, Castione della Presolana, Castro, Cazzano Sant'Andrea, Cenate Sopra, Cenate Sotto, Cene, Cerete, Clusone, Colere, Colzate, Cornalba, Costa di Serina, Costa Volpino, Credaro, Cusio, Dossena, Endine Gaiano, Entratico, Fino del Monte, Fiorano al Serio, Fonteno, Foppolo, Foresto Sparso, Gandellino, Gandino, Gandosso, Gaverina Terme, Gazzaniga, Gerosa, Gorno, Gromo, Grone, Grumello del Monte, Isola di Fondra, Leffe, Lenna, Lovere, Luzzana, Mezzoldo, Moio de' Calvi, Monasterolo del Castello, Montello, Nembro, Olmo al Brembo, Oltre il Colle, Oltressenda Alta, Oneta, Onore, Ornica, Parre, Parzanica, Peia, Pianico, Piario, Piazza Brembana, Piazzatorre, Piazzolo, Ponte Nossa, Pradalunga, Predore, Premolo, Ranzanico, Riva di Solto, Rogno, Roncobello, Rovetta, San Giovanni Bianco, San Paolo d'Argon, San Pellegrino Terme, Santa Brigida, Sarnico, Schilpario, Sedrina, Selvino, Serina, Solto Collina, Songavazzo, Sovere, Spinone al Lago, Taleggio, Tavernola Bergamasca, Trescore Balneario, Valbondione, Valgoglio, Valleve, Valnegra, Valtorta, Vedeseta, Vertova, Viadanica, Vigano San Martino, Vigolo, Villa d'Almè, Villa d'Ogna, Villongo, Vilminore di Scalve, Zandobbio e Zogno.

## Eletti
| Elezione | Elezione | Senatore          | Partito                 |
| -------- | -------- | ----------------- | ----------------------- |
|          | 1994     | Silvestro Terzi   | Polo delle Libertà (LN) |
|          | 1996     | Vito Gnutti       | Lega Nord               |
|          | 2001     | Roberto Calderoli | Casa delle Libertà (LN) |

## Dati elettorali

### XII legislatura
|                               | Silvestro Terzi ✔️ Eletto     | Polo delle Libertà           | 82 625  | 48,12 |  |  |  |  |  |
|                               | Vincenzo Bonandrini ✔️ Eletto | Patto per l'Italia           | 36 290  | 21,14 |  |  |  |  |  |
|                               | Giuseppe Brighenti            | Progressisti                 | 20 089  | 11,70 |  |  |  |  |  |
|                               | Elidio De Paoli ✔️ Eletto     | Lega Alpina Lumbarda         | 12 853  | 7,49  |  |  |  |  |  |
|                               | Silvia Biressi                | Alleanza Nazionale           | 6 646   | 3,87  |  |  |  |  |  |
|                               | Antonio Natale                | Partito Pensionati           | 4 274   | 2,49  |  |  |  |  |  |
|                               | Alberto Consonni              | Lista Pannella-Riformatori   | 4 217   | 2,46  |  |  |  |  |  |
|                               | Pierangelo Brivio             | Lega di Angela Bossi         | 3 780   | 2,20  |  |  |  |  |  |
|                               | Maria Vecchio Guerinoni       | Partito della Legge Naturale | 919     | 0,54  |  |  |  |  |  |
| Totale                        | Totale                        | Totale                       | 171 693 | 100   |  |  |  |  |  |
|                               |                               |                              |         |       |  |  |  |  |  |
| Voti non validi               | Voti non validi               | Voti non validi              | 9 326   | 5,15  |  |  |  |  |  |
| Votanti                       | Votanti                       | Votanti                      | 181 019 | 99,46 |  |  |  |  |  |
| Elettori                      | Elettori                      | Elettori                     | 182 000 |       |  |  |  |  |  |
|                               |                               |                              |         |       |  |  |  |  |  |
| Data: 27-28 marzo 1994        |                               |                              |         |       |  |  |  |  |  |
| Fonte: Ministero dell'interno |                               |                              |         |       |  |  |  |  |  |

### XIII legislatura
|                               | Vito Gnutti ✔️ Eletto       | Lega Nord                                | 77 465  | 44,79 |  |  |  |  |  |
|                               | Giuseppe Innocente Giupponi | L'Ulivo                                  | 45 423  | 26,26 |  |  |  |  |  |
|                               | Giuseppe Bettera            | Polo per le Libertà                      | 38 582  | 22,31 |  |  |  |  |  |
|                               | Elidio De Paoli             | Lega per l'Autonomia - Alleanza Lombarda | 6 559   | 3,79  |  |  |  |  |  |
|                               | Claudio Pietro Bonomi       | Lista Pannella-Sgarbi                    | 1 642   | 0,95  |  |  |  |  |  |
|                               | Riccardo Micalef            | Movimento Sociale Fiamma Tricolore       | 1 299   | 0,75  |  |  |  |  |  |
|                               | Gabriella Maietti           | Federazione Liste Civiche                | 1 041   | 0,60  |  |  |  |  |  |
|                               | Claudio Maffi               | Socialista                               | 940     | 0,54  |  |  |  |  |  |
| Totale                        | Totale                      | Totale                                   | 172 951 | 100   |  |  |  |  |  |
|                               |                             |                                          |         |       |  |  |  |  |  |
| Voti non validi               | Voti non validi             | Voti non validi                          | 8 385   | 4,62  |  |  |  |  |  |
| Votanti                       | Votanti                     | Votanti                                  | 181 336 | 87,77 |  |  |  |  |  |
| Elettori                      | Elettori                    | Elettori                                 | 206 598 |       |  |  |  |  |  |
|                               |                             |                                          |         |       |  |  |  |  |  |
| Data: 21 aprile 1996          |                             |                                          |         |       |  |  |  |  |  |
| Fonte: Ministero dell'interno |                             |                                          |         |       |  |  |  |  |  |

### XIV legislatura
|                               | Roberto Calderoli ✔️ Eletto | Casa delle Libertà                       | 77 512  | 44,15 |  |  |  |  |  |
|                               | Daniela Carminati           | L'Ulivo                                  | 50 602  | 28,83 |  |  |  |  |  |
|                               | Elidio De Paoli ✔️ Eletto   | Lega per l'Autonomia - Alleanza Lombarda | 20 095  | 11,45 |  |  |  |  |  |
|                               | Valerio Carrara ✔️ Eletto   | Lista Di Pietro                          | 8 233   | 4,69  |  |  |  |  |  |
|                               | Paolo D'Amico               | Partito della Rifondazione Comunista     | 5 574   | 3,18  |  |  |  |  |  |
|                               | Nicola Gritti               | Democrazia Europea                       | 4 716   | 2,69  |  |  |  |  |  |
|                               | Geromina Velli              | Partito Pensionati                       | 3 187   | 1,82  |  |  |  |  |  |
|                               | Claudia Clelia Girombelli   | Lista Pannella-Bonino                    | 3 039   | 1,73  |  |  |  |  |  |
|                               | Piergerolamo Caseri         | Fiamma Tricolore                         | 1 400   | 0,80  |  |  |  |  |  |
|                               | Piero Martinoli             | Forza Nuova                              | 500     | 0,28  |  |  |  |  |  |
|                               | Giuseppe Belotti            | I Liberaldemocratici - Basta!            | 441     | 0,25  |  |  |  |  |  |
|                               | Mario Venturini             | Partito Liberal Popolare                 | 248     | 0,14  |  |  |  |  |  |
| Totale                        | Totale                      | Totale                                   | 175 547 | 100   |  |  |  |  |  |
|                               |                             |                                          |         |       |  |  |  |  |  |
| Voti non validi               | Voti non validi             | Voti non validi                          | 11 066  | 5,93  |  |  |  |  |  |
| Votanti                       | Votanti                     | Votanti                                  | 186 613 | 85,55 |  |  |  |  |  |
| Elettori                      | Elettori                    | Elettori                                 | 218 123 |       |  |  |  |  |  |
|                               |                             |                                          |         |       |  |  |  |  |  |
| Data: 13 maggio 2001          |                             |                                          |         |       |  |  |  |  |  |
| Fonte: Ministero dell'interno |                             |                                          |         |       |  |  |  |  |  |